# 阿特卡爾斯克
51°52′N 45°0′E / 51.867°N 45.000°E
阿爾卡達克（俄语：Атка́рск）是俄羅斯薩拉托夫州的一個城市，位於薩拉托夫西北92公里的霍皮奧爾河畔。2002年人口27,927人。
1358年建立，1780年設市。